# Primeira onda da colonização europeia
A primeira onda de colonização europeia começou com conquistas e explorações de castelhanos e portugueses e envolveu principalmente a colonização europeia das Américas, embora também incluísse o estabelecimento de colônias europeias na Índia e no sudeste asiático marítimo. Durante este período, os interesses europeus na África centraram-se principalmente no estabelecimento de feitorias, especialmente para o comércio de escravos africanos. A onda terminou com a anexação britânica do Reino de Kandy em 1815 e a fundação da colônia de Singapura em 1819.
O período de tempo em que ocorreu grande parte da primeira onda de colonização europeia (e outros empreendimentos exploratórios) é freqüentemente rotulado de Era dos Descobrimentos. Uma fase posterior importante da colonização europeia, que começou no final do século XIX e se concentrou principalmente na África e na Ásia, é conhecida como o período do Novo Imperialismo.

## O Papel da Igreja
O zelo religioso desempenhou um grande papel nas atividades ultramarinas espanholas e portuguesas. Enquanto o próprio Papa era um poder político a ser respeitado (como evidenciado por sua autoridade para decretar continentes inteiros abertos à colonização por reis específicos), a Igreja também enviou missionários para converter os povos indígenas de outros continentes à fé católica. Assim, a Bula Papal Romanus Pontifex de 1455 concedeu aos portugueses todas as terras atrás do Cabo Bojador e permitiu-lhes reduzir os pagãos e outros inimigos de Cristo à escravidão perpétua.
Mais tarde, a Bula Papal Aeterni regis de 1481 concedeu todas as terras ao sul das Ilhas Canárias a Portugal, enquanto em maio de 1493 o Papa Alexandre VI, nascido na Espanha, decretou na Bula Inter caetera que todas as terras a oeste de um meridiano apenas 100 léguas a oeste do Cabo As ilhas Verdes deveriam pertencer à Espanha, enquanto as novas terras descobertas a leste dessa linha pertenceriam a Portugal. Esses arranjos foram posteriormente precisados com o Tratado de Tordesilhas de 1494.
Os dominicanos e jesuítas, notadamente Francisco Xavier na Ásia, foram particularmente ativos nessa empreitada. Muitos edifícios erguidos pelos jesuítas ainda estão de pé, como a Catedral de São Paulo em Macau e a Santíssima Trinidad de Paraná no Paraguai, um exemplo de Redução Jesuíta .
O tratamento espanhol das populações indígenas provocou um acirrado debate em casa em 1550-1551, apelidado de debate de Valladolid, sobre se os índios possuíam almas e, em caso afirmativo, se tinham os direitos básicos da humanidade. Bartolomé de Las Casas, autor de Uma Conta curto da destruição das Índias, defendeu a causa dos nativos, e foi a oposição de Sepúlveda, que alegou ameríndios eram "escravos naturais".
A Escola de Salamanca, que reuniu teólogos como Francisco de Vitoria (1480–1546) ou Francisco Suárez (1548–1617), argumentou a favor da existência do direito natural, o que deu alguns direitos aos povos indígenas. No entanto, enquanto a Escola de Salamanca limitava os poderes imperiais de Carlos V sobre os colonizados, ela também legitimava a conquista, definindo as condições da " Guerra Justa ". Por exemplo, esses teólogos admitiam a existência do direito dos indígenas de rejeitar a conversão religiosa, o que era uma novidade para o pensamento filosófico ocidental. No entanto, Suárez também concebeu muitos casos particulares — uma casuística — em que a conquista foi legitimada. Conseqüentemente, a guerra seria justificada se os povos indígenas recusassem o livre trânsito e comércio com os europeus; se forçaram os convertidos a retornar à idolatria ; se houver um número suficiente de cristãos na terra recém-descoberta que desejam receber do Papa um governo cristão; se os indígenas carecessem apenas de leis, magistrados, técnicas agrícolas, etc. Em todo caso, o título tomado segundo este princípio deve ser exercido com caridade cristã, advertiu Suárez, e em proveito dos índios. A partir de então, a Escola de Salamanca legitimou a conquista ao mesmo tempo em que limitava o poder absoluto do soberano, que era celebrado em outras partes da Europa sob a noção do direito divino dos reis.
Na década de 1970, os jesuítas se tornariam os principais proponentes da teologia da libertação, que apoiava abertamente os movimentos antiimperialistas. Aspectos dela foram oficialmente criticados em 1984 e em 1986 pelo então Cardeal Ratzinger (posteriormente Papa Bento XVI) como chefe da Congregação para a Doutrina da Fé, sob acusações de tendências marxistas, que, no entanto, elogiou seu compromisso com a justiça social, a pobreza e o que ele chamou de “escândalo da corrida armamentista”. O Papa João Paulo II, em um discurso aos bispos brasileiros em 1986, diria posteriormente que uma teologia da libertação era necessária.

## Desafios do norte da Europa à hegemonia ibérica
Não demorou muito para que a exclusividade das reivindicações ibéricas para as Américas fosse contestada por outras potências europeias, principalmente Holanda, França e Inglaterra: a visão dos governantes dessas nações é resumida pela citação atribuída a Francisco I da França exigindo ser mostrada a cláusula no testamento de Adão excluindo sua autoridade do Novo Mundo.
Este desafio inicialmente assumiu a forma de ataques corsários (como o liderado por Francis Drake) em frotas de tesouro espanholas ou assentamentos costeiros, mas mais tarde, os países do norte da Europa começaram a estabelecer assentamentos próprios, principalmente em áreas que estavam fora dos interesses espanhóis, como como o que hoje é o litoral leste dos Estados Unidos e Canadá, ou ilhas do Caribe, como Aruba, Martinica e Barbados, que foram abandonadas pelos espanhóis em favor do continente e das ilhas maiores.
Enquanto o colonialismo espanhol se baseava na conversão religiosa e na exploração das populações locais via encomiendas (muitos espanhóis emigraram para as Américas para elevar seu status social e não estavam interessados no trabalho manual), o colonialismo do norte da Europa foi freqüentemente apoiado por pessoas que fugiam de perseguições religiosas ou intolerância (por exemplo, a viagem do Mayflower). O motivo da emigração não era tornar-se aristocrata nem difundir a fé, mas começar de novo em uma nova sociedade, onde a vida seria difícil, mas a pessoa estaria livre para exercer suas crenças religiosas. A emigração mais populosa do século XVII foi a dos ingleses e, após uma série de guerras com os holandeses e franceses, as possessões ultramarinas inglesas passaram a dominar a costa leste da América do Norte, uma área que se estende da Virgínia ao norte até a Nova Inglaterra e Terra Nova, embora durante o século XVII um número ainda maior de emigrantes ingleses tenha se estabelecido nas Índias Ocidentais.
No entanto, ingleses, franceses e holandeses não eram mais avessos a lucrar do que espanhóis e portugueses e, embora suas áreas de assentamento nas Américas se mostrassem desprovidas dos metais preciosos encontrados pelos espanhóis, o comércio de outras mercadorias e produtos que poderia ser vendido com lucro maciço na Europa fornecia outro motivo para cruzar o Atlântico, em particular peles do Canadá, tabaco e algodão cultivados na Virgínia e açúcar nas ilhas do Caribe e do Brasil. Devido ao esgotamento massivo da mão de obra indígena, os proprietários de plantações tiveram que procurar em outro lugar por mão de obra para essas plantações de mão-de-obra intensiva. Eles se voltaram para o antigo comércio de escravos da África Ocidental e começaram a transportar humanos através do Atlântico em grande escala - historiadores estimam que o comércio de escravos no Atlântico trouxe entre 10 e 12 milhões de indivíduos para o Novo Mundo. As ilhas do Caribe logo passaram a ser povoadas por escravos de ascendência africana, governados por uma minoria branca de proprietários de plantações interessados em fazer fortuna e depois retornar ao seu país de origem para gastá-la.

## Regra nas colônias: asLeyes de Burgose oCode Noir
27 de janeiro de 1512 Leyes de Burgos codificou o governo dos povos indígenas do Novo Mundo, uma vez que a lei comum da Espanha não era aplicada nesses territórios recentemente descobertos. O escopo das leis era originalmente restrito à ilha de Hispaniola, mas depois foi estendido a Porto Rico e Jamaica. Eles autorizaram e legalizaram a prática colonial de criar encomiendas, onde os índios se agrupavam para trabalhar sob os senhores coloniais, limitando o tamanho desses estabelecimentos a um mínimo de 40 e um máximo de 150 pessoas. O documento finalmente proibia o uso de qualquer forma de punição pelos encomenderos, reservando-a aos funcionários estabelecidos em cada município para a aplicação das leis. Também ordenou que os índios passassem pelo catecismo, proibiu a bigamia, e exigiu que as cabanas e cabanas dos índios fossem construídas junto com as dos espanhóis. Respeitou, de certa forma, as autoridades tradicionais, concedendo aos chefes isenções dos empregos comuns e concedendo-lhes vários índios como criados. O mau cumprimento das leis em muitos casos leva a inúmeros protestos e reclamações. Isso criaria um impulso para a reforma, realizada por meio das Leyes Nuevas ("Novas Leis") em 1542. Dez anos depois, o frade dominicano Bartolomé de las Casas publicaria Um breve relato da destruição das índias, em meio à controvérsia de Valladolid.
No império francês, o comércio de escravos e outras regras coloniais foram regulamentadas pelo Código Noir de Luís XIV de 1689.

## Papel das empresas no início do colonialismo
Desde o início, o colonialismo ocidental foi operado como uma joint venture público-privada. As viagens de Colombo às Américas foram parcialmente financiadas por investidores italianos, mas enquanto o estado espanhol manteve um rígido controle sobre o comércio com suas colônias (por lei, as colônias só podiam comercializar com um porto designado na metrópole e o tesouro foi trazido de volta comboios especiais), os ingleses, franceses e holandeses concederam o que eram efetivamente monopólios comerciais a sociedades anônimas como as East India Companies e a Hudson's Bay Company. A Massachusetts Bay Company, fundada em 1628/9, estabeleceu rapidamente uma forma de autogoverno seguindo o Acordo de Cambridge de agosto de 1629, por meio do qual reuniões subsequentes do conselho de governadores ocorreram no próprio Massachusetts.

## Colônias europeias na Índia durante a primeira onda de colonização
Em 1498, os portugueses chegaram a Goa . A rivalidade entre as potências europeias reinantes viu a entrada de holandeses, britânicos, franceses, dinamarqueses, entre outros. Os reinos fraturados e debilitados da Índia foram gradualmente assumidos pelos europeus e indiretamente controlados por governantes fantoches. Em 1600, Elizabeth I concedeu um foral, formando a Companhia das Índias Orientais para o comércio com a Índia e a Ásia oriental. Os britânicos desembarcaram na Índia em Surat em 1624. No século XIX eles haviam assumido o controle direto e indireto sobre a maior parte da Índia.

## Destruição da população indígena nas Américas
A chegada dos conquistadores e de outros europeus levou ao declínio populacional da grande maioria dos povos indígenas das Américas. No entanto, historiadores contemporâneos  agora geralmente rejeitam a Lenda Negra de acordo com a qual a brutalidade dos colonos europeus foi responsável pela maioria das mortes. Agora é geralmente aceito  que as doenças, como a varíola, provocada pelo câmbio colombiano, foram as maiores destruidoras, embora a brutalidade da conquista em si não seja contestada. Após o declínio da população indígena no Caribe, as minas e as plantações de cana-de-açúcar passaram a ser exploradas por escravos transportados para as Américas durante o tráfico atlântico de escravos da África. 
Houve atos de genocídio em estados pós-coloniais do século XIX, notadamente nos Estados Unidos com o genocídio da Califórnia e na Argentina onde o caudilho Juan Manuel de Rosas de 1829 a 1852, perseguiu abertamente o extermínio da população local, um evento relatado por Darwin em A Viagem do Beagle (1839). Rosas foi então seguido pela " Conquista do Deserto " na década de 1870-80. O resultado foi a morte de grande parte da população Mapuche na Patagônia. 
Historiadores contemporâneos debatem a legitimidade de chamar de " genocídio " a destruição dos povos indígenas. As estimativas da população pré-colombiana variam de um mínimo de 8,4 milhões a um máximo de 112,5 milhões de pessoas; em 1976, o geógrafo William Denevan obteve uma "contagem de consenso" de cerca de 54 milhões de pessoas.
David Stannard argumentou que "A destruição dos povos indígenas das Américas foi, de longe, o ato de genocídio mais massivo da história do mundo", com quase 100 milhões de indígenas mortos no que ele chama de Holocausto americano . Ward Churchill também acredita que os povos indígenas foram deliberada e sistematicamente exterminados ao longo de vários séculos, e que o processo continua até os dias atuais.
A alegação de Stannard de 100 milhões de mortes foi contestada porque ele não faz distinção entre morte por violência e morte por doença. Em resposta, o cientista político RJ Rummel estimou que, ao longo dos séculos de colonização europeia, cerca de 2 milhões a 15 milhões de indígenas americanos foram vítimas do que ele chama de democídio. "Mesmo que esses números sejam remotamente verdadeiros", escreve Rummel, "isso ainda faz dessa subjugação das Américas um dos mais sangrentos, com séculos de duração, democídio da história mundial." 

## Busca econômica e tratamento de escravos
Espanha e Portugal buscaram a utilização de povos estrangeiros e indígenas durante o contato pós-colonial com o Novo Mundo. O uso da escravidão pelos portugueses e espanhóis na América Latina era visto como um negócio lucrativo que, em última análise, levou ao desenvolvimento interno e externo, ganhando influência econômica a qualquer custo. As atividades econômicas dos impérios espanhol e português inauguraram a era do comércio de escravos no Atlântico.
No século XV, Portugal voltou sua atenção para o último empreendimento econômico. Seus navios navegaram desde as fronteiras do deserto do Saara até toda a costa da África Ocidental. :33 No início do comércio de escravos no Atlântico, Manuel Bautista Pérez, um notável comerciante de escravos judeu marrano nascido em português, dá uma ideia da quantidade e do tratamento dispensado aos escravos africanos. Pérez e seus homens conduziam o comércio de escravos no qual milhares de povos africanos eram comprados de líderes tribais locais e transportados através do Atlântico para a América do Sul. Em contraste com a crença popular, os comerciantes de escravos portugueses não adquiriam escravos de maneira forçada. Segundo documentos escritos por Manuel Pérez, os escravos só eram disponibilizados sob certas condições. A condição mais notável foi a troca de “itens que os líderes queriam e nos interessavam”. :39 Itens como pão, carvão, pedras preciosas e armas de fogo eram fornecidos em troca de escravos. Além disso, os líderes tribais locais não desistiram simplesmente de seu próprio povo pelas mercadorias mencionadas, mas por meio de guerras intertribais, dívidas e criminosos civis. :54
A mão-de-obra nas colônias espanholas e portuguesas tornou-se escassa. As doenças europeias e o trabalho forçado começaram a matar os indígenas em números intransponíveis. Portanto, os escravos eram vistos apenas como um empreendimento comercial devido à escassez de mão de obra. Esses escravos foram forçados a trabalhar em empregos como agricultura e mineração. Segundo David Eltis, áreas controladas pelos espanhóis como México, Peru e grande parte da América Central utilizavam trabalho escravo forçado nas "atividades de mineração".  Em 1494, o Papa inaugurou o Tratado de Tordesilhas, concedendo à Espanha e Portugal duas partes distintas do mundo. Devido a este tratado, Portugal tinha o monopólio de adquirir os escravos da África. No entanto, a Espanha, como Portugal, precisava da força de trabalho para buscar seus ganhos econômicos pessoais. :20 Isso deu a Portugal um maior fluxo de receitas. Os escravos africanos foram vendidos às colônias espanholas por meio de uma reforma interna conhecida como asiento ; que deu direito, pela Coroa espanhola, de adquirir escravos africanos dos comerciantes portugueses
Em termos de tratamento de escravos, a política externa portuguesa em matéria de aquisição de escravos retrata uma tentativa maliciosa de obtenção de riqueza económica. Quase 3.600 escravos por ano eram negociados por um único comerciante. :68 Essa última afirmação esclarece que os comerciantes tentaram obter o máximo de escravos possível no menor tempo possível. Consequentemente, isso levou à morte de milhares de povos africanos. Os escravos recém-comprados eram mantidos firmemente embalados em cabanas altamente inflamáveis para aguardar o transporte. Uma vez a bordo dos navios, muitas centenas de pessoas seriam mais uma vez empurradas para os compartimentos inferiores do navio, acorrentadas coletivamente e pouco dadas para comer. Por essas ações, "quase um quarto dos escravos transportados morria antes mesmo de chegar ao destino".  :72 Muitos deles sufocaram nos compartimentos inferiores enquanto as escotilhas do convés permaneciam fechadas; restringindo a circulação de ar. Os escravos eram frequentemente marcados com uma marca na pele para identificar o navio em que chegaram ou a empresa que os comprou. Além disso, os escravos eram vistos como uma "utilidade potencialmente econômica"; portanto, eram frequentemente comparados a gado quando movidos.  Muitos africanos morreram em grande número para atender à demanda de mão de obra espanhola e portuguesa.
Tanto a Espanha quanto Portugal compartilham uma história semelhante no que diz respeito ao tratamento dos escravos em suas colônias. Com o passar do tempo e as novas gerações de escravos viveram sob o domínio imperial, as reformas internas espanholas e portuguesas trataram dos escravos africanos em áreas como "a compra e venda de escravos, propriedade legal, sucessão após a morte do proprietário, os direitos dos escravos de comprar sua liberdade, e penalidades para aqueles que fugiram ".  Havia um controle social estrito constante entre a população escrava. No entanto, o objetivo era criar e manter uma força de trabalho que gerasse o máximo de produção econômica. O lucrativo negócio que os portugueses procuravam na costa da África Ocidental inaugurou uma era em que o trabalho humano, a qualquer custo, era usado para a extração de riquezas.